# Dawka pochłonięta
Dawka pochłonięta – podstawowa wielkość dozymetryczna D, zdefiniowana jako
{\displaystyle D={\frac {dE}{dm}}}
gdzie:
- dE – energia przekazana przez promieniowanie jonizujące materii w elemencie objętości,
- dm – masa materii zawarta w elemencie objętości.

Średnią dawką pochłoniętą D przez daną substancję nazywamy energię E przekazaną jednostce masy m tej substancji:
{\displaystyle D={\frac {E}{m}}}
Jednostką dawki pochłoniętej w układzie SI jest grej (Gy);
1 Gy = 1 J/kg.
Jednostką poprzednio używaną (spotykaną jeszcze w literaturze) jest:
1 rad = 100 erg/g = 0,01 Gy
1 Gy = 100 rad